# Irrealis (Latijn)
De irrealis is in de Latijnse taal een constructie die een onwerkelijke situatie beschrijft. In combinaties van hoofdzinnen met een voorwaardelijke bijzin is altijd het voegwoord si (als, indien, wanneer) te vinden. De tijden waarin deze zinnen te vinden zijn, zijn altijd het imperfectum en het plusquamperfectum en de wijs is altijd de conjunctivus.

## Voorbeelden
- Combinatie hoofdzin / bijzin met imperfectum:

Si nummatus essem, villam magnam haberem.
Als ik rijk was, zou ik een groot landgoed hebben.
- Met plusquamperfectum:

Si coniugam meam amavissem, non abiisset.
Als ik van mijn vrouw gehouden had, zou ze niet zijn weggegaan.
Enkelvoudige hoofdzin in de irrealis:
sine amicis tristis essem.
Zonder vrienden was ik droevig / zou ik droevig zijn.
sine amicis tristis fuissem.
Zonder vrienden was ik droevig geweest / zou ik droevig geweest zijn.

Je kunt de conjunctivus in deze zinnen bijna altijd vertalen alsof er een gewone verleden tijd staat.
- Als ik rijk was, had ik een groot landgoed.
- Als ik van mijn vrouw gehouden had, was ze niet weggegaan.

Vrijer is: "(Als...,) zou...". Met "zou" wordt een duidelijke aanvoegende wijs (coniunctivus) aangegeven. Het plusquamperfectum moet ook als zodanig worden vertaald als de handeling is afgelopen, is voltooid.